# Wolfenstein: The New Order
Wolfenstein: The New Order é um jogo eletrônico de tiro em primeira pessoa desenvolvido pela MachineGames e publicado pela Bethesda Softworks. Foi lançado em 20 de maio de 2014 para Microsoft Windows, PlayStation 3, PlayStation 4, Xbox 360 e Xbox One. É o sétimo título principal da série Wolfenstein e uma sequência de Wolfenstein de 2009, se passando na Europa durante a década de 1960 em uma história alternativa em que a Alemanha Nazista venceu a Segunda Guerra Mundial. A narrativa segue o soldado norte-americano B.J. Blazkowicz e seus esforços para impedir que os nazistas controlem o mundo.
O jogo é jogado a partir de uma perspectiva em primeira pessoa e a maioria de seus níveis são navegados a pé. A história é dividida em vários capítulos, que os jogadores completam linearmente para poderem progredir. Uma escolha moral durante o prólogo altera partes da história principal, com alguns personagens e pontos do enredo sendo alterados de acordo com a escolha do jogador. Há uma grande variedade de armas disponíveis, com um sistema de cobertura também estando presente.
O desenvolvimento de The New Order começou em 2010, pouco depois da id Software ter cedido os direitos da série Wolfenstein para a MachineGames. A equipe concebeu o título como um jogo eletrônico de ação-aventura em primeira pessoa, inspirando-se nos jogos anteriores da franquia e focando-se particularmente nos elementos de combate e aventura. Diferentemente de seus predecessores, The New Order tenta se aprofundar no desenvolvimento do personagem de Blazkowicz, decisão tomada para interessar os jogadores na história. Eles também tinham a intenção de retratá-lo de uma forma mais heroica.
O jogo foi relativamente bem recebido pela crítica ao ser lançado, com elogios direcionados principalmente para seu combate e também narrativa. Muitos consideraram The New Order como uma mudança positiva para a série. Ele venceu e foi indicado a diversos prêmios de final de ano de publicações especializadas, incluindo nas categorias de melhor jogo do ano. Uma expansão autônoma chamada Wolfenstein: The Old Blood e que se passa antes dos eventos do jogo principal foi lançada em 2015, enquanto uma sequência direta intitulada Wolfenstein II: The New Colossus estreou em 2017.

## Jogabilidade

A jogabilidade de Wolfenstein: The New Order. O personagem empunha uma das armas disponíveis contra um inimigo enquanto o HUD mostra a vitalidade do personagem e a quantidade de munição disponível.

Wolfenstein: The New Order é um jogo eletrônico de tiro jogado a partir de uma perspectiva em primeira pessoa. A história é dividida em capítulo e para progredir o jogador precisa enfrentar inimigos em diferentes fases e ambientes. O jogo usa um sistema em que a vitalidade do jogador é dividida em seções separadas de "vida" e "armadura" que regeneram até certo ponto; para recuperar vida ou armadura perdidas, é necessário coletar pacotes de vida ou mais armadura. O jogador navega pelos níveis principalmente a pé e pode correr e pular, tendo a sua disposição armas de fogo e explosivos para enfrentar os diferentes tipos de inimigos presentes. É possível ainda empregar ataques brancos a fim de abater oponentes silenciosamente sem ser detectado.
Um sistema de cobertura está presente e pode ser usado dentro e fora de combate como uma forma de ajuda. O jogador pode inclinar-se para os lados, para cima e para baixo de uma cobertura, podendo usar isso como uma vantagem tática durante tiroteios ou em uma abordagem furtiva. O jogador tem a sua disposição uma variedade de opções de armas como metralhadoras, pistolas e espingardas que podem ser encontradas no chão, em inimigos mortos ou arsenais, enquanto a munição pode ser adquirida da mesma maneira. Com algumas armas do mesmo tipo é possível fazer o uso de empunhadura dupla, permitindo dispará-las ao mesmo tempo contra inimigos. É possível customizar as armas; por exemplo, instalar um lança foguetes em um fuzil de assalto ou um canhão laser que pode ser transformado em uma ferramenta corta grades.
Além disso, há um sistema de "vantagens" disponível. Cada vantagem envolve o jogador completar alguma espécie de tarefa durante a jogabilidade, como realizar um determinado número de abates furtivos, tiros na cabeça, mortes com uma arma específica ou por meio de explosões. Assim que uma vantagem é completada, o jogador recebe recompensas como maior vitalidade, capacidade de carregar mais munição ou maior eficiência com determinada arma. Elas são divididas em quatro categorias: Furtivo, Tático, Ataque e Demolição. Certas vantagens só ficam disponíveis para serem completadas depois de um vantagem anterior já ter sido realizada. Caso o jogador escolha jogar o jogo uma segunda vez ou repetir alguma missão específica, ele mantém todas as vantagens já adquiridas e pode conquistar novas.

## Enredo
A Alemanha Nazista está empregando tecnologias avançadas para poder derrotar os Aliados na Segunda Guerra Mundial. Em julho de 1946, o soldado norte-americano capitão B.J. Blazkowicz, acompanhado do piloto britânico Fergus Reid e do soldado raso norte-americano Probst Wyatt III, participa de um enorme ataque contra uma fortaleza e centro de pesquisa de armas administrada pelo general alemão Wilhelm "Deathshead" Strasse. Os três são capturados e levados para um laboratório de experimentação humana, onde Deathshead força Blazkowicz a escolher qual de seus dois companheiros será morto, em seguida jogando-o com o sobrevivente em um incinerador para morrerem. Eles conseguem escapar, porém Blazkowicz sofre um ferimento na cabeça e entra em coma. Ele é levado para um asilo psiquiátrico na Polônia e permanece em estado vegetativo por catorze anos, sendo cuidado pela enfermeira Anya Oliwa e seus pais. Blazkowicz, incapaz de acordar, assiste enquanto os pais de Anya são regularmente forçados a entregar pacientes para as autoridades nazistas, que os consideram untermensch por suas deficiências mentais.
Os nazistas ordenam em 1960 que o asilo seja fechado e que todos os pacientes sejam executados, matando também os pais de Anya quando esses resistem. Blazkowicz acorda de seu estado vegetativo e mata todo o esquadrão de execução enviado para o asilo, conseguindo capturar um comandante nazista e escapar em segurança com Anya. Os dois se refugiam na fazenda dos avós de Anya, onde eles contam que os nazistas venceram a guerra ao forçarem a rendição dos Estados Unidos em 1948 com uma bomba atômica e que os membros da resistência foram capturados. Blazkowicz descobre que os principais membros da resistência estão presos em Berlim. Os avós ajudam Blazkowicz e Anya a entrarem em um trem para Berlim, com os dois começando uma relação romântica durante a viagem. Ele consegue se infiltrar na prisão e resgatar aquele que tinha salvo catorze anos antes, descobrindo que a resistência é formada pelo Círculo de Kreisau liderado por Caroline Becker.
A resistência realiza um ataque contra uma instalação de pesquisa nazista em Londres, bombardeando sua base de operações, roubando documentos secretos e protótipos de helicópteros furtivos. Os documentos revelam que os nazistas estão fazendo engenharia reversa em tecnologias criadas por uma antiga organização conhecida como Da'at Yichud, que desenvolveu armas de energia dirigida, inteligência artificial e super-concreto; entretanto, eles também descobrem que alguém está sabotando a fórmula do super-concreto, deixando-o suscetível a deterioração. Blazkowicz se infiltra em um campo de trabalhos forçados com o objetivo de encontrar Set Roth, um membro da Da'at Yichud. Set conta que os nazistas estão usando tecnologias desenvolvidas por ele e outros cientistas judeus para controlar e produzir robôs em massa, oferecendo-se para ajudar a resistência em troca pela destruição do campo. Blazkowicz sabota os robôs do campo, destrói toda a instalação e resgata os prisioneiros.
Set revela que os nazistas descobriram um dos esconderijos da Da'at Yichud, que continha tecnologias extremamente avançadas, o que permitiu que a Alemanha superasse os Aliados em poderio militar e vencesse a guerra. Set concorda em ajudar a resistência ao revelar a localização de um desses esconderijos, porém afirma que precisarão de um u-boot para acessá-lo. Blazkowicz consegue se infiltrar e tomar um u-boot, porém descobre que é a capitânia da da frota de submarinos nazista e que está equipado com um canhão capaz de lançar bombas nucleares, o que necessita de códigos da base lunar alemã para ser operado. Ele usa a tecnologia encontrada no esconderijo Da'at Yichud para roubar a identidade de um cientista nazista e se infiltrar na base lunar. Blazkowicz consegue obter os códigos, porém descobre ao voltar para a Terra que Deathshead atacou a base da resistência a capturou alguns de seus membros; Blazkowicz consegue libertar alguns, incluindo Anya.
A resistência usas os códigos e a tecnologia da Da'at Yichud para lançar um novo ataque contra a fortaleza de Deathshead. Blazkowicz consegue resgatar seus companheiros presos e encontra o laboratório de Deathshead. Este revela que ainda possui o cérebro do soldado que Blazkowicz escolheu para morrer catorze anos antes, colocando-o dentro de um robô hostil. Blazkowicz consegue derrotar o robô e destrói o cérebro, permitindo que seu companheiro descanse em paz. Deathshead ataca a bordo de um mecha, porém é derrotado. Entretanto, o general puxa o pino de uma granada antes de morrer, se matando e ferindo Blazkowicz seriamente. Este se arrasta até uma janela enquanto recita o poema "The New Colossus", observando os membros da resistência fugindo em um dos helicópteros. Blazkowicz, percebendo que todos estão salvos, ordena que a resistência dispare o canhão nuclear. Após os créditos, ouve-se o barulho de um helicóptero se aproximando.

## Desenvolvimento
Os funcionários da MachineGames começaram a pensar em ideias para possíveis jogos logo depois da fundação da empresa em 2009, indo apresentá-las para publicadoras em potencial. Enquanto isso, a ZeniMax Media havia comprado em junho de 2009 a id Software e todas as suas propriedades intelectuais, incluindo Doom, Quake e Wolfenstein. A Bethesda Softworks, subsidiária da ZeniMax, tinha anteriormente recusado uma apresentação da MachineGames, porém sugeriu que esta poderia desenvolver um novo jogo de alguma dessas franquias recém adquiridas. A MachineGames perguntou se seria possível desenvolverem um novo jogo de Wolfenstein, com membros do estúdio visitando o escritório da id e recebendo permissão para criarem um novo jogo da série. Contratos foram assinados em novembro de 2010, com a empresa também sendo comprada pela ZeniMax, o que permitiu o começo do desenvolvimento de Wolfenstein: The New Order. Os trabalhos preliminares duraram aproximadamente três anos.
The New Order foi oficialmente anunciado pela Bethesda em 7 de maio de 2013 por meio de um trailer de anúncio. Antes disso, a publicadora já estava dando pistas sobre o jogo ao lançar três imagens com a legenda "1960". O título originalmente tinha previsão de lançamento para 2013, porém foi adiado para o ano seguinte a fim de dar aos desenvolvedores mais tempo para polirem o jogo. A Bethesda anunciou em fevereiro que The New Order seria lançado para Microsoft Windows, PlayStation 3, PlayStation 4, Xbox 360 e Xbox One em 20 de maio de 2014 na América do Norte, 22 de maio na Austrália e em 23 de maio na Europa. Entretanto, as estreias australianas e europeias foram depois adiantadas, resultando em um lançamento mundial no dia 20 de maio. Todas as compras feitas na pré-venda deram acesso ao beta de Doom, desenvolvido pela id. Todos os símbolos e referências nazistas foram removidos para o lançamento de The New Order na Alemanha, pois a lei alemã considerava jogos eletrônicos como brinquedos e era proibido exibir imagens nazistas em brinquedos. Foi o primeiro título da série Wolfenstein a ser lançado oficialmente na Alemanha.

## Recepção

### Crítica
Wolfenstein: The New Order foi avaliado de forma geralmente positiva pelos críticos. Metacritic calculou uma nota média de 81/100 baseado em 23 avaliações para a versão do Microsoft Windows, e 79/100 baseado em 18 avaliações para a versão do Xbox One e 73 avaliações para a versão do PlayStation 4.
As mecânicas de combate receberam elogios. Daniel Hindes da GameSpot achou que a intensidade e variedade do combate no jogo "renovou o fôlego" da série, conseguindo alcançar suas expectativas nostálgicas da série. Ryan Taljonick da GamesRadar o chamou de "satisfatório". Simon Miller da VideoGamer elogiou as mecânicas de tiro e stealth. Similarmente, Hindes da GameSpot disse que o stealth era "simples, mas efetivo", e afirmou que foi uma das melhores coisas do jogo. Steve Boxer do The Guardian avaliou o stealth como "decente".
Colin Moriarty da IGN considerou a narrativa e personagens uma das melhores características, afirmando que foi onde o jogo "realmente brilhou". Matt Sakuraoka-Gilman da Computer and Video Games chamou a narrativa de "inteligentemente escrita, brilhantemente dublada e altamente polida". Mike Fahey da Kotaku sentiu-se dividido quanto ao enredo, inicialmente achando o apelo à emoção muito óbvio, mas finalmente sentindo-se satisfeito, chamando-o de "espetacular", e elogiando também a caracterização de Blazkowicz. Taljonick da GamesRadar também teve dúvidas quanto aos personagens, achando Blazkowicz interessante, mas sentindo que os personagens secundários foram subdesenvolvidos, fazendo com que o jogador esquecesse deles durante o jogo. Já Matt Bertz da Game Informer disse que tentar dar profundidade à Blazkowicz pareceu estranho, considerando suas ações brutais em outras partes do jogo. Miller da VideoGamer também avaliou a narrativa negativamente, chamando-a de "horrível".
O uso de um rumo alternativo da história, com as Potências do Eixo vencendo a Segunda Guerra Mundial, foi comentado por muitos críticos. Moriarty da IGN e Hindes da GameSpot acharam "interessante", com Moriarty afirmando que foi um dos pontos de destaque do jogo. Jason Hill da The Sydney Morning Herald achou o conceito "envolvente", enquanto Owen Anslow da Daily Mirror achou "intrigante".
A maioria dos críticos e comentaristas afirmaram que The New Order foi melhor do que eles esperavam de um jogo da série Wolfenstein. Jon Blyth da Official Xbox Magazine chamou o jogo de "uma jóia inesperada", enquanto Walker da ABC disse que ele "nunca pensou que gostaria tanto do jogo". Hill da The Sydney Morning Herald disse que o jogo garantiu que a série se tornasse "uma força relevante novamente", enquanto Carter da Destructoid sentiu que o jogo "fez milagres ao basicamente reiniciar a franquia sem desfazer as histórias anteriores". A Edge concordou, chamando os desenvolvedores de "corajosos". Tom Watson escreveu na New Statesman que o jogo "foi a grande surpresa do ano" por "modernizar essa série clássica", elogiando os gráficos, jogabilidade, e enredo.

## Legado
A MachineGames originalmente tinha planejado criar uma série de conteúdos para download para The New Order, porém mudaram de ideia e decidiram criar um único pacote de expansão autônomo. Wolfenstein: The Old Blood foi lançado para Microsoft Windows, PlayStation 4 e Xbox One em 5 de maio de 2015, sendo uma prequela que se passa antes do eventos do prólogo de The New Order. Uma sequência direta chamada Wolfenstein II: The New Colossus, foi anunciada em junho de 2017 e estreou nas mesmas plataformas que The Old Blood em 27 de outubro de 2017, com uma conversão para Nintendo Switch sendo lançada em 29 de junho de 2018.

## Ligações Externas
- «Página oficial» (em inglês)